# سفارت ژاپن در اتاوا
سفارت ژاپن در اتاوا (به انگلیسی: Embassy of Japan) یک سفارت در کانادا است که در اتاوا واقع شده‌است.